# سیاهرگ پسین بطن چپ
سیاهرگ پسین (خلفی) بطن چپ روی سطح دیافراگم بطن چپ تا سینوس تاجی (کرونری) می‌رود، اما ممکن است به سیاهرگ قلبی بزرگ ختم شود.